# Рапла (станция)
Рапла (эст. Rapla raudteejaam) — железнодорожная станция в городе Рапла на линии Таллин — Рапла — Вильянди/Пярну. Находится на расстоянии 54,4 км от Балтийского вокзала.
На станции Рапла расположены два низких перрона и четыре пути. На станции останавливаются все пассажирские поезда юго-западного направления. Из Таллина в Рапла поезд идёт 59−60 минут, скорый — 51-55 минут.

## Фотогалерея

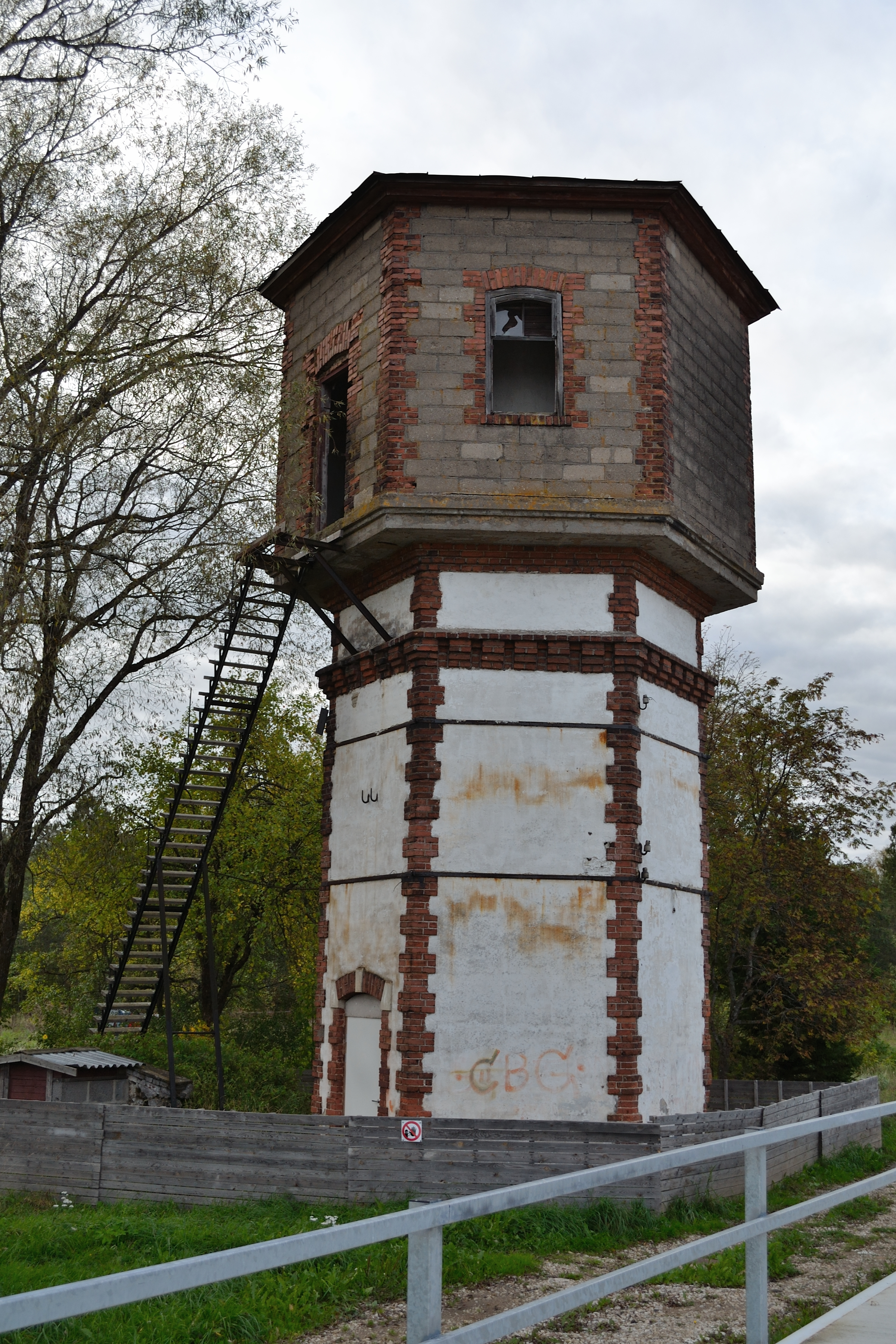
Водонапорная башня
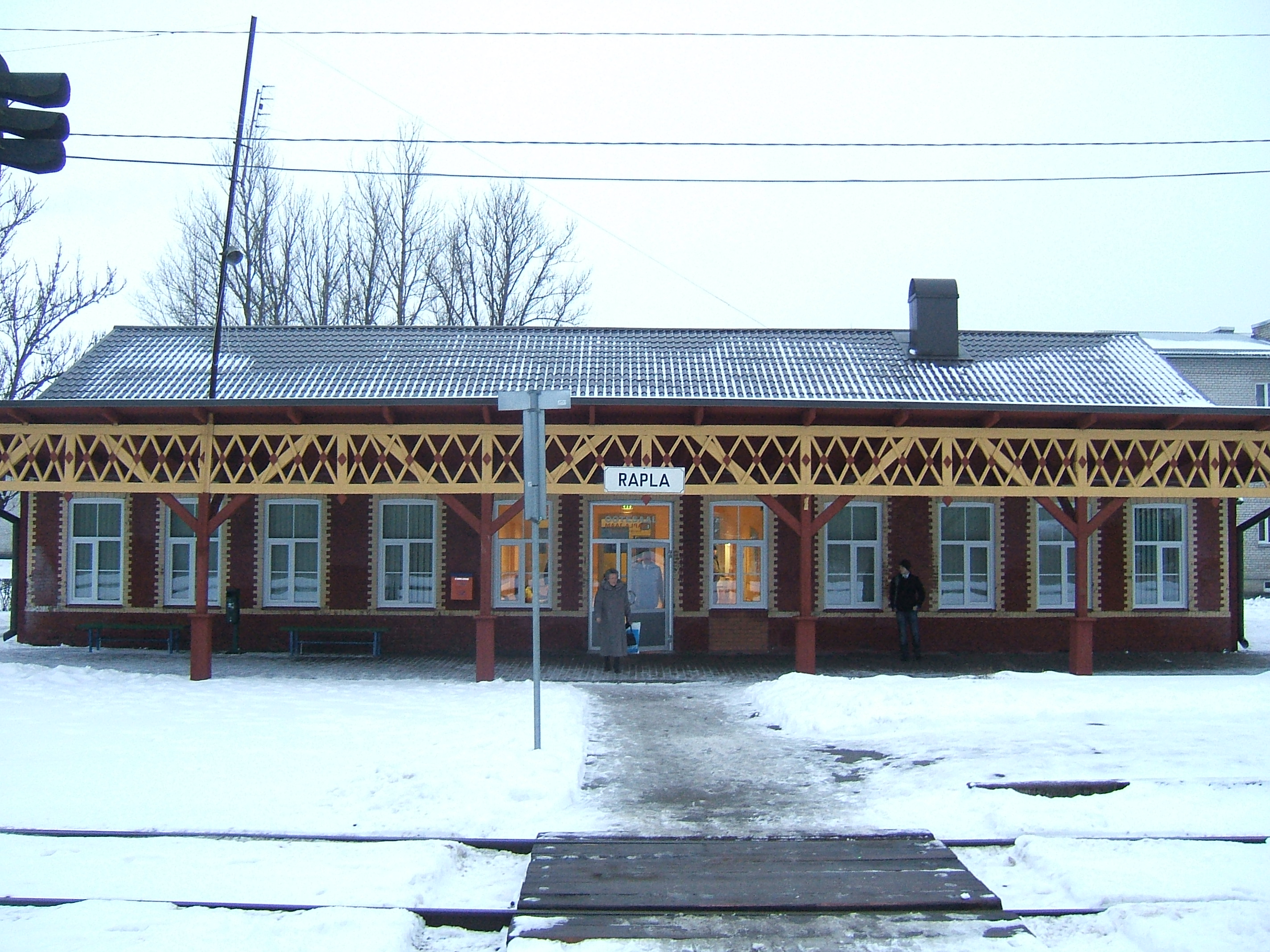
Вокзал зимой
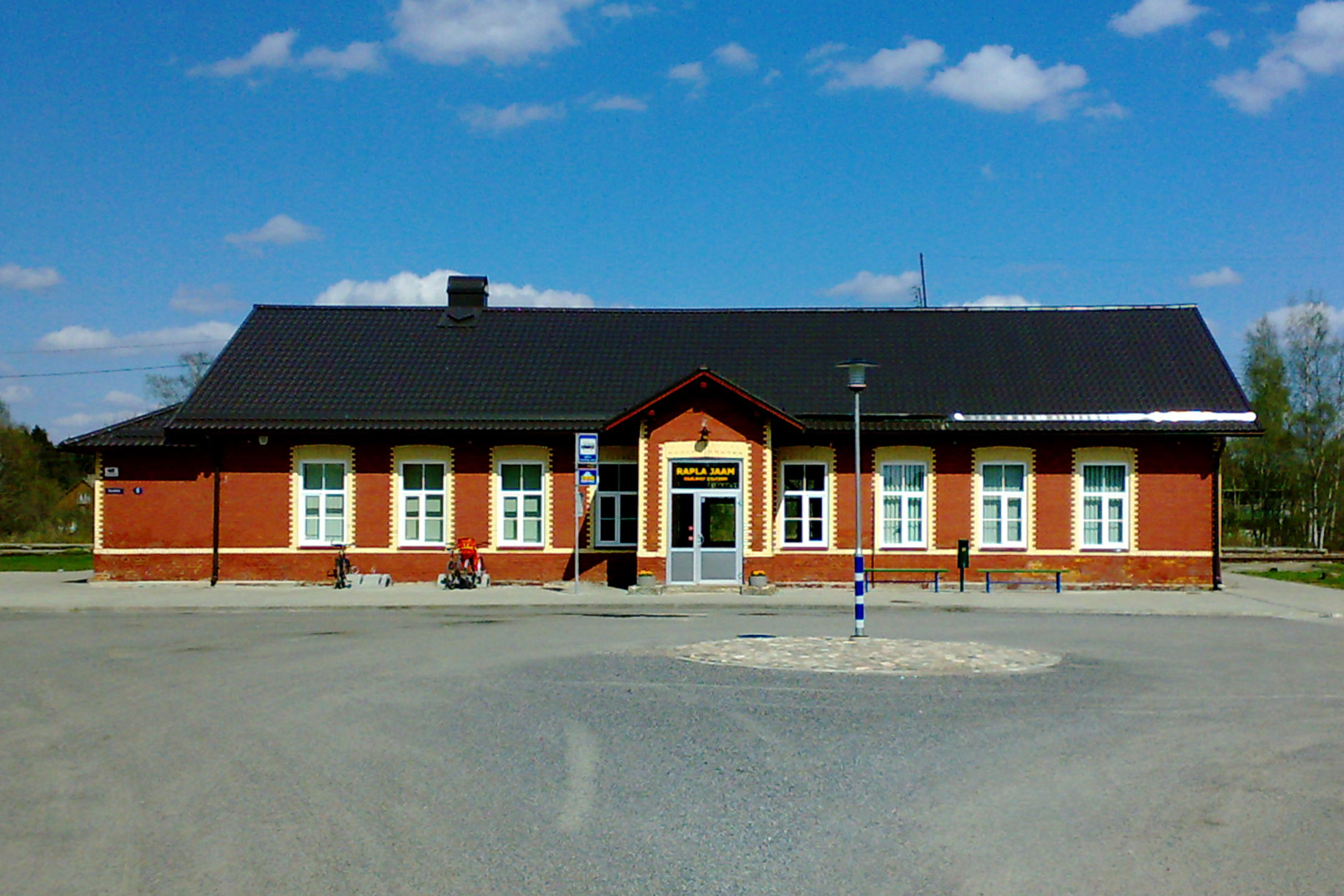
Вокзал в мае
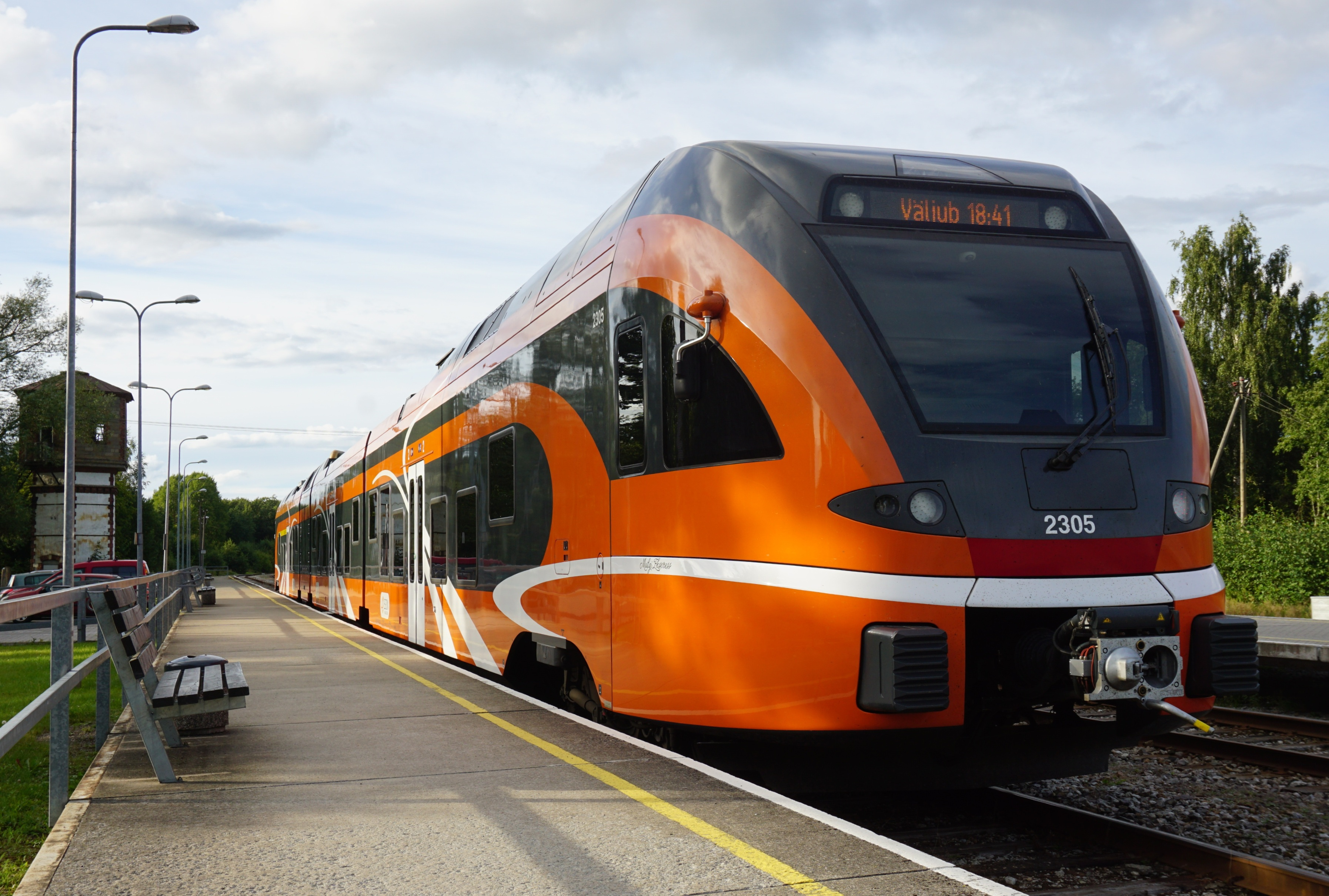